# Радзивилл, Михаил Антоний
Князь Михаил Антоний Радзиви́лл (пол. Michał Antoni Radziwiłł; 1 октября 1687, Клецк — 29 августа 1721) — государственный деятель Великого княжества Литовского, кравчий литовский (с 1706), староста лидский, вилкомирский, ковенский, метельский и немоноицкий. Родоначальник шидловецкой линии Радзивиллов, крупный землевладелец.

## Биография
Младший сын канцлера великого литовского Доминика Николая Радзивилла (1653—1697) и его первой жены княжны Анны Марианны Полубинской.
В десятилетнем возрасте остался сиротой. Опекуном младших — Михаила Антония и Николая Фаустина стал старший брат Ян Николай Радзивилл.
После смерти отца в наследство Михаилу Антонию достался город Шидловец с окрестностями в Сандомирском воеводстве.
О жизни и деятельности Михаила Антония известно мало. В хрониках города Шидловца сохранились записи о том, что в 1711 году он обращался за получением согласия епископа краковского на строительство синагоги. По официальным данным, еврейская община в Шидловце была основана в том же году. Затем там построили синагогу и здание для проведения ритуального обряда омовения, заложили еврейское кладбище.

## Брак и дети
В 1704 году Михаил Антоний вступил в брак с Марцианной Сесицкой. Брак с Марцианной Сесицкой значительно расширил земельные наделы Радзивилла за счет принесенного приданого, в частности, село Полонечка (ныне Барановичского района Брестской области Беларуси в 35 км от Барановичей) и другие имения в новогрудском воеводстве.
В семье родилось двое детей:
- Изабелла (1711—1761), вышедшая впоследствии замуж за каштеляна троцкого и писаря великого литовского Тадеуша Францишка Огинского
- Леон Михаил (1722—1751), родившийся уже после смерти отца, из-за чего его прозвали Погробовцем.